# Государство Цзянькунь
Государство Цзянькунь, также Владение Цзянькунь (кит. трад. 堅昆, пиньинь Chien-kun, букв. «кыркур», «кыркун») — государство гяньгуней (енисейских кыргызов) упомянутое в I веке до н. э. как вассальное по отношению к северным хунну владение. Принимало активное участие в завоевательных походах хуннского шаньюя Чжичжи, к V—VI векам гяньгуни мигрировали в Южную Сибирь, где совместно с местными племенами образовали новое владение.

## Локализация
По мнению Л.Р. Кызласова земли гяньгуней находились в Минусинской котловине и в северо-западной Монголии вблизи озера Хяргас-Нуур, однако эта версия была повергнута критике учёных. Анализ источников позволил выдвинуть версию, что страна гяньгуней находилась в районах Восточного Туркестана, Л.А. Боровкова локализовала владение Цзянькунь на рубежах Восточного Тянь-Шаня в северном направлении от хребта Боро-Хоро и в западном направлении от пустыни Дзосотын-Элисун.

## История
Во второй половине I века до н.э. хуннский князь Чжичжи подчинил под свою власть все западные племена и владения. Это позволило ему принять титул шаньюя, после чего он покорил усуней, ханьские источники сообщают, что «затем от них пошел на север и разбил племена угэ, к западу от них — племена гяньгунь и на севере — племена динлин». После всех этих действий новоиспеченный хуннский шаньюй перенёс свою ставку во владения гяньгуней, сделав владение Цзянькунь своим центром. В 47 году до н. э. он создал свое буферное владение в долине реки Талас, однако в 36 году до н. э. был разбит и убит в Таласском сражении.
Подчинение владения Цзянькунь являлось первостепенной целью Чжичжи, поскольку земли гяньгуней, находившиеся в самом центре, являлись важным стратегическим и геополитическим объектом, который значительно упростил бы покорение земель в Джунгарии и Восточном Туркестане. Гяньгуни, которые ранее находились в конфликте с Чжичжи, позже стали верными союзниками шаньюя, принимая участие почти во всех военных походах, предпринятые Чжичжи. Т.А. Акеров называл Чжичжи «одним из первых императоров кыргызов». В связи с тем, что в источниках I-II веков гяньгуни не упоминаются, Л.Р. Кызласов утверждал что гяньгуни к этому времени смешались с динлинами и упоминаются в источниках под этнонимом «динлин» (丁零). В IV—V веках гяньгуни упоминались в китайских источниках под именем «хэгу» (紇骨), продолжая обитать в Восточном Туркестане в северных острогах Тянь-Шаня. К тому времени, они попали в зависимость от сяньби (鮮卑). В начале V века гяньгуни были покорены жужаньским каганом Юйцзюлюй Хулюем, в V—VI веках Жужаньский каганат часто вел завоевательные войны против племен Гаоцзюй (高車). Вероятно, в период войн между жужанями и теле (гаоцзюями) гяньгуни вошли в состав гаоцзюйских динлинов. В III—V веках гяньгуни начали значительно усиливаться, уже в конце V века гяньгуни, кангюйцы, западные хунну и динлины консолидировались в новый единый этнос, к VI веку в ходе жужаньско-телесских войн гяньгуни мигрировали в Минусинскую котловину, где образовали собственное владение под именем «цигу» (契骨), основателем которого был Ичжи Нишиду, являвшийся братом мифического предка династии Ашина — Надулу-шада.

## Культура
Сведения об особенностях гяньгуньской культуры крайне малочисленны. Многие источники, описывая средневековых кыргызов Енисея, подчеркивали их европеоидный облик. Однако ближе к концу X века енисейские кыргызы, согласно книге «Худуд аль-алам» (982—983) не отличались от типичных монголоидов. В связи с существованием у кыргызов обряда трупосожжения (кремации) умерших, судить об антропологическом типе гяньгуней, а позже енисейских кыргызов крайне сложно. У гяньгуней существовал обычай татуировки или раскраски тела и лица, а также был распространен погребальный обряд трупосожжения с захоронением останков через год после кремации. Эта традиция была связана с верой в очистительную силу огня.

## Войско
Согласно ханьским источникам, численность «отборного войска» гяньгуней достигало до 30-тысяч воинов, также подчернут кочевой образ жизни гяньгуней, по предположениям учёных численность население гяньгуньского владения могла достигать до 150 тысяч.

## Правители
- Чжичжи-шаньюй (55 до н. э.—36 до н. э.)